# 新奧爾巴尼鎮區 (印地安納州弗洛伊德縣)
新奧爾巴尼鎮區（英語：New Albany Township）是位於美國印地安納州弗洛伊德縣的一個行政鎮區。

## 地方資料
根據2010年美國人口普查的數據，新奧爾巴尼鎮區的面積為100.90平方千米，當中陸地面積為99.60平方千米，而水域面積為1.30平方千米。當地共有人口49252人，而人口密度為每平方千米488.13人。